# Eberhard I. Württemberský (hrabě)
Eberhard I. Württemberský, zvaný Vznešený, (13. března 1265 – 5. června 1325) byl württemberský hrabě z rodu Württemberků.

## Život
Narodil se v roce 1265 po smrti svého otce Oldřicha I. Württemberského. Jeho matkou byla Anežka Lehnická. Po předčasné smrti svého staršího bratra Oldřicha II. Württemberského se Eberhard v roce 1279 stal württemberským hrabětem. Jeho vláda byla provázena chronickými konflikty s řadou jiných panovníků. Eberhard se totiž agresivně postavil proti každému, kdo se pokusil ohrozit jeho úspěšnou expanzivní politiku, a to bez ohledů na jeho sílu a s neobyčejnou sebedůvěrou, odvahou, rázností i využitím všech dostupných prostředků. V 80. letech 13. století Eberhard čelil rozpínavé politice římskoněmeckého krále Rudolfa Habsburského, jenž se snažil revindikovat Württemberské hrabství. Mezi lety 1286 a 1287 proti němu Eberhard vedl otevřenou válku. Přestože v ní byl poražen, dokázal uhájit alespoň svou vládu Württembersku.
Nepřátelské vztahy měl Eberhard i s Rudolfovým nástupcem Adolfem Nasavským. V roce 1298 Adolfa z trůnu sesadil Albrecht Habsburský, jenž se stal novým římským králem. Protože Eberhard Habsburka podpořil, Albrecht ho odměnil tím, že mu svěřil hodnost dolnošvábského fojta, což württemberský hrabě využil na rozšíření svých majetků. Na počátku 14. století se však zájmy Eberharda a Albrechta ve Švábsku střetly. Mezi oběma tábory vypukla válka, jež v roce 1304 skončila uzavřením míru. Téhož roku se württemberský hrabě zúčastnil Habsburkova tažení do Čech, v němž Albrechta však nakonec zradil a přestoupil na stranu jeho soupeře českého krále Václava II.
Po smrti Václava II. i jeho syna Václava III. v roce 1306, se Eberhard připojil do protihabsburské koalice, kterou dále tvořili korutanský vévoda Jindřich Korutanský, pretendent českého trůnu, dolnobavorští vévodové Štěpán I. a Ota III., míšeňský markrabě Fridrich Pokousaný a jeho bratr Dětřich Lužický. V letech 1306–1308 Eberhard proti Habsburkům intenzivně pomáhal Jindřichovi Korutanskému v jeho bojích o českou korunu.
Eberhardovo bezohledné vykořisťování švábských měst vedlo k tomu, že proti němu vznikla koalice v čele s městem Esslingen, do které dále patřila města Nördlingen, Ulm, Biberach, Hall, Wimpfen a Heilbronn. V roce 1309 proti Eberhardovi nový římský král Jindřich VII. Lucemburský vyhlásil říšskou válku. Král württemberského hraběte také zbavil hodnosti zemského fojta, kterou udělil Konrádovi z Weinsbergu. Sám proti Eberhardovi Jindřich válčit sice nehodlal, boj proti němu říšským městům ale usnadnil alespoň tím, že je osvobodil od daní. Konrád z Weinsbergu se o rok později s Jindřichovou podporou postavil do čela vojska, jež mělo zabránit dalšímu Eberhardovu kořistnictví.
Situace se Eberhardovi následně naprosto vymkla z rukou – říšská vojska jeho jednotky rozdrtila, obsadila Württembersko a donutila ho opustit zemi. Na nohy se Eberhard znovu postavil až v roce 1313, kdy při své římské jízdě zesnul Jindřich VII. Lucemburský. Plné vlády ve Württembersku se Eberhard s pomocí římskoněmeckého vzdorokrále Fridricha Habsburského opět ujal roku 1314. O dva roky později uzavřel mír se svým největším protivníkem, městem Esslingen. V roce 1323 se smířil i se sokem Fridricha Habsburského Ludvíkem IV. Bavorem, římskoněmeckým králem, který württemberskýmu hraběti potvrdil všechna jeho práva a majetky. Roku 1325 Eberhard zemřel.

## Potomci
1. manželství ∞ buď Adelaide z Werdenberg-Heiligenberg-Sigmaringenu, nebo příslušnice rodu hrabat z Hohenbergu, či vévodů z Tecku
- Oldřich (po 1285 – 1315) ∞ Matylda z Hohenbergu
- Anežka (* před 1300 – před 1349), hraběnka z Werdenbergu ∞ Jindřich III. z Werdenberg-Albecku

2. manželství ∞ Markéta Lotrinská
- Oldřich III. Württemberský (mezi 1286 a 1291 – 1344), württemberský hrabě ∞ Žofie z Pfirtu

3. manželství ∞ Irmengarda z Badenu
- Anežka (kolem 1295 – 1317) öttingenská hraběnka ∞ Ludvík V. z Öttingenu
- Adelheida Matylda (mezi 1295 a 1300 – 1342), hraběnka z Hohenlohe ∞ Kraft II. z Hohenlohe
- Irmengarda (asi 1300 – 1329), hohenberská hraběnka ∞ hohenberský hrabě